# 미국 장로교회
미국장로교(영어: The Presbyterian Church in America) 혹은 PCA는 미국에서 두 번째로 큰 장로 교회로 신학적으로는 개혁주의이며 보수적인 입장이다. 캘빈주의적 개혁과 복음주의의 조화를 특징으로한다. 현재 미국의 여러 장로교회들이 동성결혼, 종교다원주의 연합에 동의하거나 혹은 동정적인 입장을 취하는 것과는 달리 분명하게 '노'라고 대답하고 있다. 현재 약 2,000 여개의 지교회들과 89개의 노회 그리고 약 374,736 명의 신자들이 있다. 미조리 주, 세인트 루이스의 ‘ 커버넌트 신학교’ (Covenant Theological Seminary)와 조지아주 룩아웃 마운틴의 '커버넌트 대학교' (Covenant College)가 PCA 교단의 신학교이며 대학교이다. PCA는 성경의 권위를 부정하며 자유주의 신학으로 기울어가던 PCUS (미국 남장로교)를 떠나, 1973년 12월에 창설된 이후 지금까지 한결같이 하나님의 절대적 주권, 성경의 절대적 권위, 성경을 우리 신앙과 생활의 유일한 법칙으로 믿고 따르고 있다.
PCA를 대표하는 인물 중에는 리디머 장로교회의 팀 켈러, 학자 프란시스 쉐이퍼, 전도폭팔을 시작한 제임스 케네디, 그리고 휘튼대학 총장 필 라이컨 등이 있다.
PCA의 88개의 노회 중 9개가 한인노회이며 약 260개의 한인교회가 있다. 그 중 미주에서 최대 한인교회 및 PCA 최대 교회인 남가주 사랑의 교회와 잘 알려진 워싱턴 중앙장로교회 등이 있다. PCA 교단은 미국 기독교계의 비교적으로 많은 한국계 미국인 지도자를 배출하였는데 그 중 영향력있는 지도자들는 다음과 같다.
♣ Joel Kim - 캘리포니아 웨스트민스터신학교 학장
♣ Julius Kim - 복음연합 (The Gospel Coalition) 대표
♣ Walter Kim - National Association of Evagelicals 대표
♣ Michael Oh - 세계복음화 로잔위원회 (Lausanne Committee for World Evangelization) 대표
PCA는 또한 '북미주 장로교 및 개혁파 교회협의회' (North American Presbyterian and Reformed Council, NAPARC)의 회원으로 이들은 성경의 영감을 믿고 캘빈주의 신학에 입각한 교단들의 연합체로서, 현재 가입되어 있는 교단은 다음과 같다.
♣ The Associate Reformed Presbyterian Church (ARPC)
♣ The Canadian and American Reformed Churches (CARC)
♣ The Reformed Church of Quebec (RCQ)
♣ The Free Reformed Churches of North America (FRCNA)
♣ The Heritage Reformed Congregations (HRC)
♣ Korean American Presbyterian Church (KAPC) - 미주한인예수교장로회
♣ The Korean Presbyterian Church in America (Kosin) - 주미대한예수교장로회
♣ The Orthodox Presbyterian Church (OPC)
♣ The Presbyterian Church in America (PCA)
♣ The Presbyterian Reformed Church (PRC)
♣ The Reformed Church in the United States (RCUS)
♣ The Reformed Presbyterian Church of North America (RPCNA)
♣ The United Reformed Churches in North America (URCNA)

◈ PCA에 대해 자세히 알기 원하면 www.pcaac.org로 click 하시오.
◈ PCA 교단의 신조를 알기 원하면 www.pcaac.org/resources/wcf로 click 하시오.
◈ PCA 교단헌법을 알기 원하면 www.pcaac.org/resources/bco로 click 하시오.
◈ NAPARC 웹사이트를 보시려면 www.naparc.org로 혹은 https://en.wikipedia.org/wiki/North_American_Presbyterian_and_Reformed_Council로 click 하시오.

## 같이 보기
- 커버넌트 신학교
- 장로교회
- 대한예수교장로회 (합동)
- 대한예수교장로회 (고신)